# Dyke

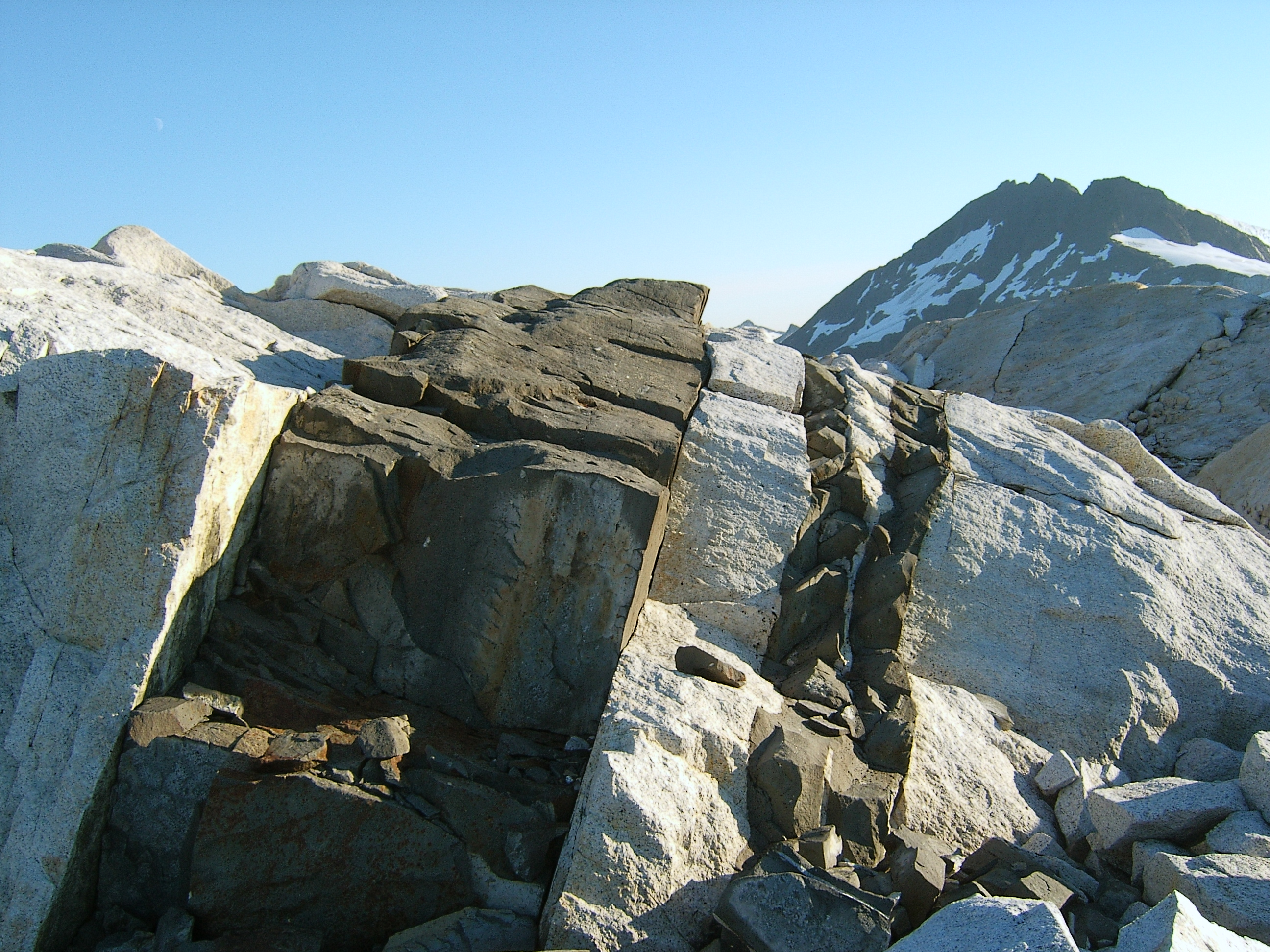
Basische Gesteinsgänge in Alaska

Dykes (englisch) oder Dikes (amerikanisch) sind plattenartige, meist weit reichende Gesteinskörper aus magmatischem Gestein, die größere Spalten ausfüllen und das umgebende Gestein schneiden oder durchkreuzen.
Der Terminus Dyke hat in letzter Zeit teilweise den deutschen Begriff Gesteinsgang ersetzt, der sich in einigen Bereichen der geologischen Fachsprache vom anglo-amerikanischen Begriff unterscheidet.

## Magmatische Dykes

### Erscheinungsformen

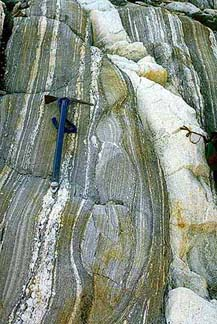
Gebänderter Gneis mit einem Dyke aus granitischem Orthogneis

Die diskordante Natur der magmatischen Dykes verursacht verschiedene Erscheinungsformen:
- Multiple Dykes sind zusammenhängende Gesteinskörper, die sich vorwiegend aus mehrfachen Intrusionen desselben Materials gebildet haben.

Prominentestes Beispiel für diese Form sind die Sheeted-Dike-Komplexe der ozeanischen Kruste, die aus zahlreichen, ineinander geschachtelten Doleritgängen oder seltener auch anderen Magmen bestehen. Auf Zypern sind derartige Gebilde gebirgsbildend. Eine Spalte reißt an der Schwächezone der alten Spalte / des alten Gangs auf, Magma intrudiert neu, bricht u. U. nur selten an die Oberfläche und erstarrt im Erdinnern. Dies passiert viele Male in zeitlichen Abständen, letztendlich bleibt ein mehr oder weniger mächtiges senkrechtes Gangspaltenpaket zurück und wird dann als Sheeted-Dyke-Komplex bezeichnet. Dies geschieht allermeist an den ozeanischen Rücken, wo fortwährend Spreizung des Ozeanbodens (seafloor spreading) der ozeanischen Kruste stattfindet. Aber auch Vulkane werden oft direkt von wieder aufreißenden Spalten gespeist und werden später zu erkalteten Sheeted-Dike-Komplexen.
- Zusammengesetzte Dykes sind zusammenhängende Gesteinskörper, die sich aus mehrfachen Intrusionen verschiedenen Materials gebildet haben. Beispielsweise kann ein ursprünglicher, siliziumarmer Dolerit-Dyke in einer späteren Phase durch einen siliziumreicheren Kersantit intrudiert werden.
- Ring-Dykes schneiden die Erdoberfläche ring-, kreis- oder bogenförmig.
- „Cone Sheets“ sind ringförmige Gänge, die einem auf die Spitze gestellten Kegel entsprechen, also mit zunehmender Tiefe schmaler werden. Sie entstehen beim Einbruch einer Caldera durch das Aufdringen von Magma in die entstehenden ringförmigen Brüche.

Die Korngröße der Intrusivgesteine oder auch die Kristallgröße im Ganggestein hängt mit der unterschiedlichen Erstarrungszeit zusammen, welche für die Größe der gebildeten Kristalle verantwortlich ist.

### Vorkommen
Magmatische Dykes kommen im Regelfall zusammen mit größeren magmatischen Gesteinskörpern vor und bilden oft große Schwärme von radialer oder paralleler Struktur (Gangschwarm).
Eines der größten Dyke-Vorkommen in Europa ist der Hebriden-Gangschwarm mit fast 600 km Erstreckung in Irland, Nordengland und Schottland. Weitere Vorkommen sind
- der etwa 500 km lange Great Dyke in Simbabwe
- der Mackenzie Dike Swarm in den Nordwest-Territorien Kanadas[4]
- die ehemals zusammenhängenden Dykes
  - in der Large Igneous Province der Karoo-Basalte in Südafrika,
  - in der Ferrar-Gruppe am Rossmeer in Antarktika und
  - in der vulkanischen Chon Aike-Provinz in Patagonien.[5][6]

Als Beispiele für Ringdykes gelten u. a. Guelb er Richat, das Brandbergmassiv, das Kondjor-Massiv, der Pilanesberg und der Katherina-Ringkomplex rund um Berg Sinai.
Kleinere Vorkommen finden sich in weiter Verbreitung auf der ganzen Welt. In Deutschland sind Dykes etwa in den jungen Vulkangebieten der Vulkaneifel, als Einzel- oder Gruppenvorkommen im Rheinischen Schiefergebirge und in vielen weiteren Gebieten aufgeschlossen.

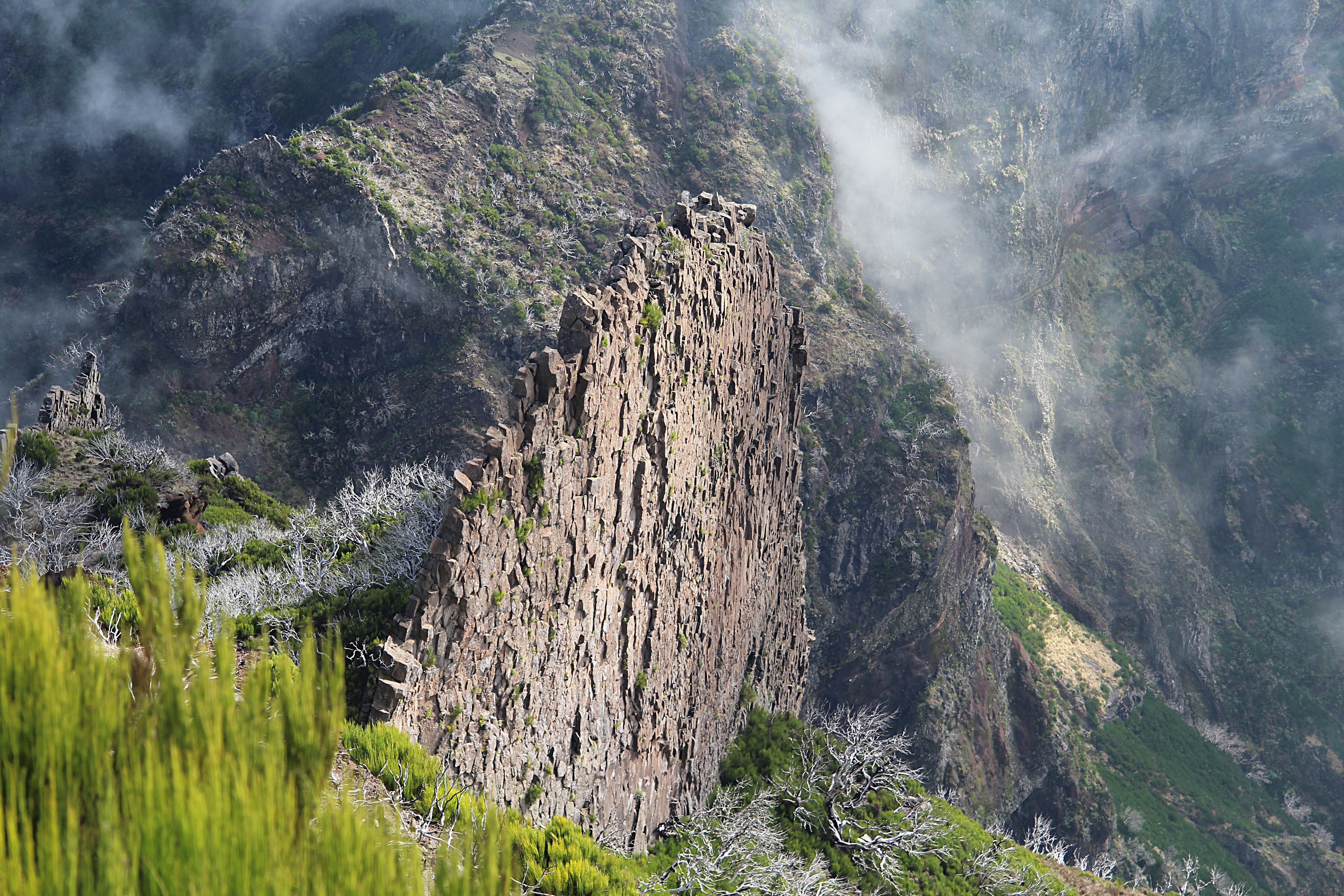
Brettförmiger Dyke unter dem Gipfel des Pico Ruivo, Madeira.
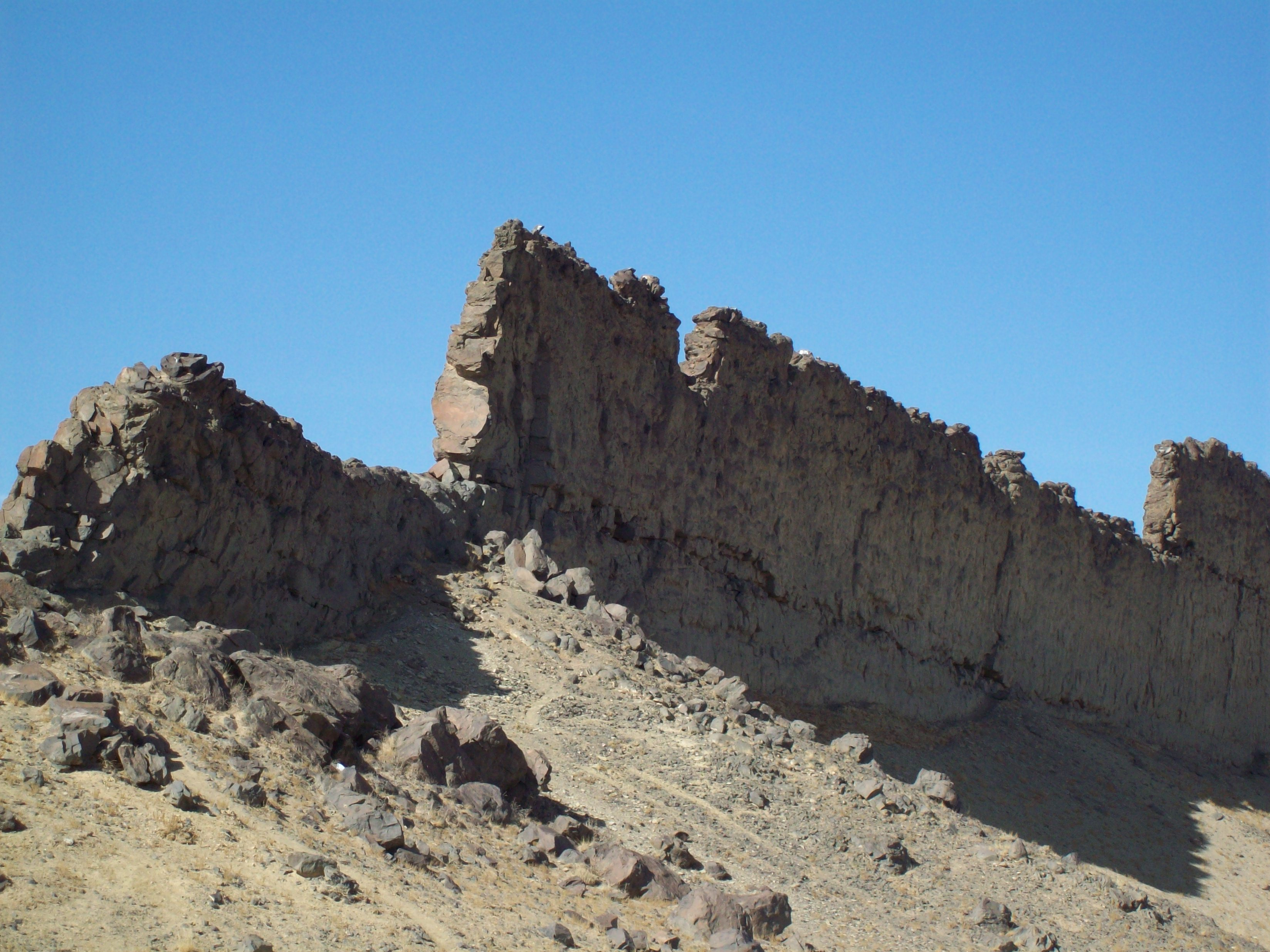
Teil des magmatischen Dykes, der südlich von Shiprock in New Mexico verläuft.

## Sedimentäre Dykes

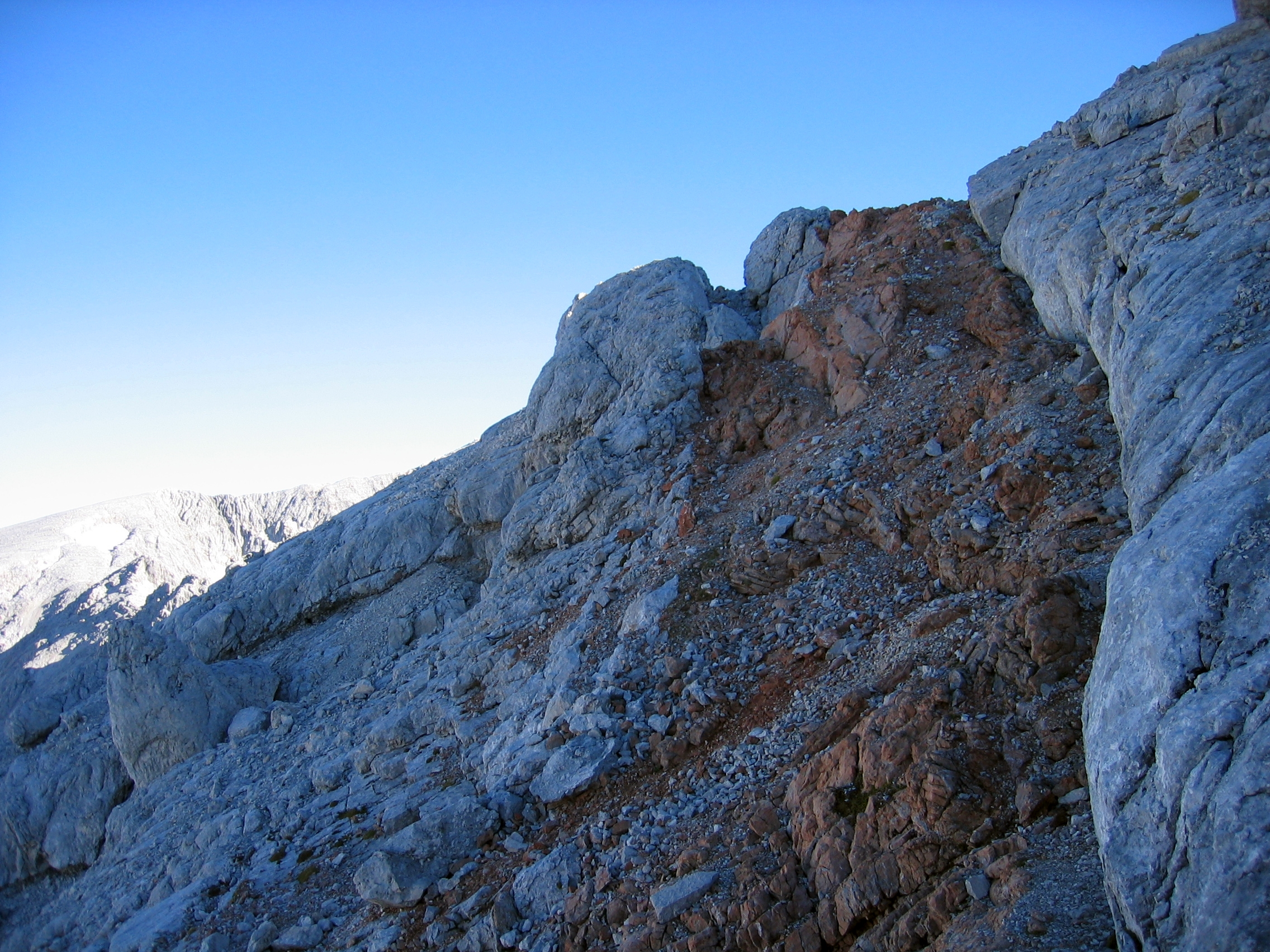
Spalte im Dachsteinkalk (Trias), gefüllt mit Hierlatzkalk (Jura), Totes Gebirge

Eine Sonderform der Dykes ist sedimentärer Entstehung, die sedimentären oder klastischen Dykes. Sie können durch verschiedene Mechanismen entstehen, indem Sediment von unten, von der Seite oder von oben in Spalten eindringt, die sich im davon betroffenen Sediment oder Sedimentgestein gebildet haben.
Bisher wurden u. a. folgende Mechanismen für die Entstehung von Spalten und damit von sedimentären Dykes vorgeschlagen:
- unterschiedliche Setzung von Sediment unter einer Deckschicht oder über Basement-Strukturen, dadurch Entstehung von Spalten
- Abrutschen von Sediment auf geneigtem Untergrund oder ähnliche schwerkraftbedingte Instabilitäten
- Störungsaktivität während der Ablagerung von Sedimenten
- Erdbeben.

Die Verfüllung der Spalten von oben geschieht im Rahmen der normalen Sedimentation. Aktiv an der Entstehung der sedimentgefüllten Spalten beteiligt ist das Füllsediment dagegen, wenn in einem aus wechselnd durchlässigen, nicht vollständig verfestigten Gesteinspaket – etwa eine Abfolge von Sandsteinen und Tonsteinen – der Porenwasserdruck größer als die Bruchfestigkeit des überlagernden undurchlässigen Gesteins wird, oder bei erhöhtem Porenwasserdruck eine plötzliche Druckänderung wie etwa bei einem Erdbeben auftritt. Grobkörniges und durchlässiges Material, das aufgrund des großen Porenvolumens mobilisiert wird, dringt von unten in entstehende Schwächezonen oder Spalten in das undurchlässige Gestein auf.
Eine Untergruppe der sedimentären Dykes sind die Neptunian Dykes, die durch die meist abwärts gerichtete Verfüllung von Spalten in Karbonatgesteinen entstehen.